# Love, Death & Robots
Love, Death & Robots (estilitzat com LOVE DEATH + R⬮BOTS, i representat en forma d'emoji com a ❤️❌🤖) és una sèrie de televisió animada per a adults creada per Tim Miller, en streaming a Netflix i emesa a Adult Swim. Tot i que la sèrie és produïda per Blur Studio, els episodis individuals es produeixen per diferents estudis d'animació de diversos països i exploren gèneres diferents, especialment la comèdia, el terror, la ciència-ficció i la fantasia. Cada episodi està connectat a un o més dels tres conceptes que donen el nom a la sèrie (l'amor, la mort i els robots). Miller fa de "showrunner" i productor al costat de Joshua Donen, David Fincher i Jennifer Miller; la majoria dels episodis els ha escrit Philip Gelatt, principalment adaptant obres escrites.